# Eustomias lipochirus
Eustomias lipochirus és una espècie de peix de la família dels estòmids i de l'ordre dels estomiformes.

## Morfologia
- Els mascles poden assolir 23,8 cm de longitud total.[4][5]

## Hàbitat
És un peix marí i d'aigües profundes.

## Distribució geogràfica
Es troba a l'Atlàntic oriental (des del Marroc fins al Gabon i Sud-àfrica) i a l'Atlàntic occidental (entre 35°N i 21°S).